# Паку (язык)
Паку (индон. Bahasa Paku) — один из австронезийских языков, распространён на острове Калимантан — в о́круге Восточный Барито провинции Центральный Калимантан (Индонезия).
По данным Ethnologue, количество носителей данного языка составляло 3,5 тыс. чел. в 2003 году.
Наиболее близкими языками являются мааньян и дусун-виту (степень взаимопонятности — 77% и 73% соответственно).